# Paterson (film)
Paterson è un film del 2016 diretto da Jim Jarmusch.
Il film, con protagonista Adam Driver, prende il nome dall'omonima cittadina del New Jersey in cui si svolge interamente, ma Paterson è anche il nome del personaggio al centro della vicenda narrata. La pellicola mostra appunto una settimana di quest'uomo, autista per la società di trasporto pubblico cittadino, con un racconto ciclico che ripercorre le giornate anche ripetitive dello stesso.

## Trama
Paterson è un autista di autobus della città in cui vive, che porta il suo nome, dove è anche nato, così come vi è nato e vissuto il poeta William Carlos Williams. Paterson conduce una vita ordinaria e tranquilla, un po' monotona, fatta di piccole emozioni, riti quotidiani e un rapporto affettuoso con la moglie Laura e il loro cane Marvin.
Ogni giorno segue più o meno lo stesso schema: Paterson si alza presto e va al lavoro, dove ascolta i passeggeri che parlano e, durante le pause, scrive poesie su un taccuino che porta con sé. Dopo il lavoro porta Marvin a passeggio e si ferma per una birra allo Shades Bar, dove interagisce con gli altri avventori e il proprietario Doc. La moglie di Paterson, Laura, ama le sue poesie e lo spinge da tempo a farle pubblicarle o almeno a farne delle copie. Paterson promette di andare in copisteria nel fine settimana, ma quando marito e moglie tornano a casa da una serata al cinema, scoprono che Marvin ha stracciato il taccuino, distruggendo le poesie.
Il giorno dopo Paterson, caduto nello sconforto per l'accaduto, si reca alle Great Falls del fiume Passaic: lì, mentre è seduto su una panchina del parco dove è solito pranzare da solo, un poeta giapponese si avvicina e gli si siede accanto, iniziando una conversazione sulla poesia. L'uomo sembra sapere che anche Paterson è un poeta anche se lo nega e gli porge un regalo, un quaderno vuoto. Paterson riprenderà così a scrivere poesie, sul suo nuovo taccuino.

## Distribuzione
La pellicola è stata presentata in anteprima e in concorso il 16 maggio al Festival di Cannes 2016. In Italia il film è visibile su Prime Video.

## Riconoscimenti
- 2016 - Festival di Cannes
  - Candidatura per la Palma d'oro
- 2016 - Gotham Independent Film Awards
  - Candidatura al Miglior film
  - Candidatura alla Miglior sceneggiatura a Jim Jarmusch
  - Candidatura al Miglior attore a Adam Driver
- 2017 - David di Donatello[2]
  - Candidatura per il Miglior film straniero